# Distretto di Wan Chai
Wan Chai (o Wan Chai District, in cinese semplificato 湾仔区, in cinese tradizionale 灣仔區, in mandarino pinyin Wānzaǐ Qū) è uno dei 18 distretti di Hong Kong, in Cina. Situato nella parte centrale dell'isola di Hong Kong, è il quartiere a luci rosse della città-stato.